# 博爾霍夫
博爾霍夫（俄语：Болхов），是俄羅斯奧廖爾州的一個城鎮，位於Nugr河距離州首府奧廖爾北方約56公里處。2010年人口11,421。人口：12,148（2002年），12,800（1969年），20,703（1897年）。
1941年10月9日至1943年7月28日，曾被德国第25装甲掷弹兵师占领。